# Éparchie de Piana degli Albanesi
L'éparchie de Piana degli Albanesi (en latin : eparchia Planensis Albanensium ; en italien : eparchia di Piana degli Albanesi) est une église particulière de l'Église catholique en Italie. Érigée en 1937, l'éparchie de Piana dei Greci (en latin : eparchia Pianensis Graecorum ; en italien : eparchia di Piana degli Greci) porte son nom actuel depuis 1941. Le siège épiscopal est vacant depuis le transfert à Rome de l'éparque, Giorgio Demetrio Gallaro, comme secrétaire de la congrégation pour les Églises orientales.

## Territoire

Région ecclésiastique de Sicile avec l'éparchie de Piana degli Albanesi en rouge

L'éparchie comprend les communes de Piana degli Albanesi (en arbërisht : Hora e Arbëreshëvet), Contessa Entellina (Kundisa), Mezzojuso, Palazzo Adriano et Santa Cristina Gela (Sëndahstina).
Elle comprend quinze paroisses, quatorze en Italie et une sur le territoire de Malte.

## Histoire
Par la constitution apostolique Apostolica Sedes du 26 octobre 1937, le pape Pie XI érige l'éparchie de Piana dei Greci.
Le 25 octobre 1941, elle prend son nom actuel.
Par la constitution apostolique Orientalis Ecclesiae du 8 juillet 1960, le pape Jean XXIII rattache à l'éparchie les paroisses des communes de Contessa Entellina, Mezzojuso et Palazzo Adriano.
L'éparchie reste administrée par un administrateur apostolique jusqu'à la nomination du premier éparque, le 12 juillet 1967.

## Cathédrale
La cathédrale Saint-Démètre (en italien : cattedrale di San Demetrio Megalomartire ; en arbërisht : katedralja e Shën Mitrit të Madhit Dëshmor) de Piana degli Albanesi, dédiée à saint Démètre de Thessalonique, est la cathédrale de l'éparchie.

## Évêques de rite oriental pour la Sicile
- 1784-1801 : Giorgio Stassi
- 1802-1813 : Giuseppe Guzzetta
- 1816-1834 : Francesco Chiarchiaro
- 1836-1859 : Giuseppe Crispi
- 1860-1877 : Agostino Franco
- 1878-1903 : Giuseppe Masi
- 1904-1941 : Paolo Schirò

## Administrateurs apostoliques et éparques

### Administrateurs apostoliques
- 1937-1946 : Luigi Lavitrano
- 1947-1967 : Ernesto Ruffini

### Éparques
- 1967-1981 : Giuseppe Perniciaro
- 1981-1987 : Ercole Lupinacci
- 1988-2013 : Sotìr Ferrara
- 2013-2015 : vacant
  - Paolo Romeo, administrateur apostolique
- 31 mars 2015 - 25 février 2020 : Giorgio Demetrio Gallaro